# RubyMotion
RubyMotion es una implementación del lenguaje Ruby para la creación de aplicaciones en iOS, OS X y Android.  Es un producto comercial creado por Laurent Sansonetti para HipByte y está basado en MacRuby para OS X. RubyMotion Trabaja exclusivamente en OS X.
RubyMotion puede ser desarrollado con cualquier editor de texto, sin embargo RubyMine IDE cuenta con compleción automática de código y simulador visual propios de la implementación.
Ejemplos de aplicaciones creadas con RubyMotion son 37signal, Basecamp , Bandcamp y A Dark Room.